# Shākīn
Shākīn (persiska: شاكين) är en ort i Iran.   Den ligger i provinsen Qazvin, i den nordvästra delen av landet, 190 km väster om huvudstaden Teheran. Shākīn ligger 1 685 meter över havet och antalet invånare är 423.
Terrängen runt Shākīn är kuperad.Runt Shākīn är det ganska glesbefolkat, med 29 invånare per kvadratkilometer. Närmaste större samhälle är Ābgarm, 14,7 km söder om Shākīn. Trakten runt Shākīn består i huvudsak av gräsmarker.